# ヴィーナスの誕生 (プッサン)
『ヴィーナスの誕生』（ヴィーナスのたんじょう、仏: La Naissance de Vénus、英: The Birth of Venus）、または『ネプトゥヌスの勝利』（ネプトゥヌスのしょうり、仏: Le Triomphe de Neptune、英: The Triumph of Neptune）、または『アンフィトリテの勝利』（アンフィトリテのしょうり、仏: Le Triomphe de Amphitrite、英: The Triumph of Amphitrite）は、17世紀フランスの巨匠ニコラ・プッサンが1635-1636年にキャンバス上に油彩で制作した絵画で、ロンドン・ナショナル・ギャラリー所蔵の『パンの勝利』などと同様にリシュリュー枢機卿のために描かれたものである。後にロシアのエカチェリーナ2世の所有となり、サンクトペテルブルクのエルミタージュ美術館に所蔵されていたが、1930年に当時のソ連政府のエルミタージュ美術品売却の際に失われた。作品は1932年にジョージ・W・エルキンズ (George W. Elkins) のコレクションから取得されて以来、フィラデルフィア美術館に収蔵されている。

## 作品
リシュリュー枢機卿のために描かれたこの絵画は、明らかにラファエロの名高いフレスコ画の『ガラテイアの勝利』 (ヴィッラ・ファルネジーナ、ローマ) を参照したものである。しかし、ラファエロの作品に見られる優美な単純さと左右対称性はなく、多人数がひしめいている本作は過重な印象を与える。プッサンは、リシュリュー枢機卿の権威と、卿のフランス海軍についての並々ならぬ関心にふさわしいように常に見られぬような大景観を創造しようとしたのであろうか。

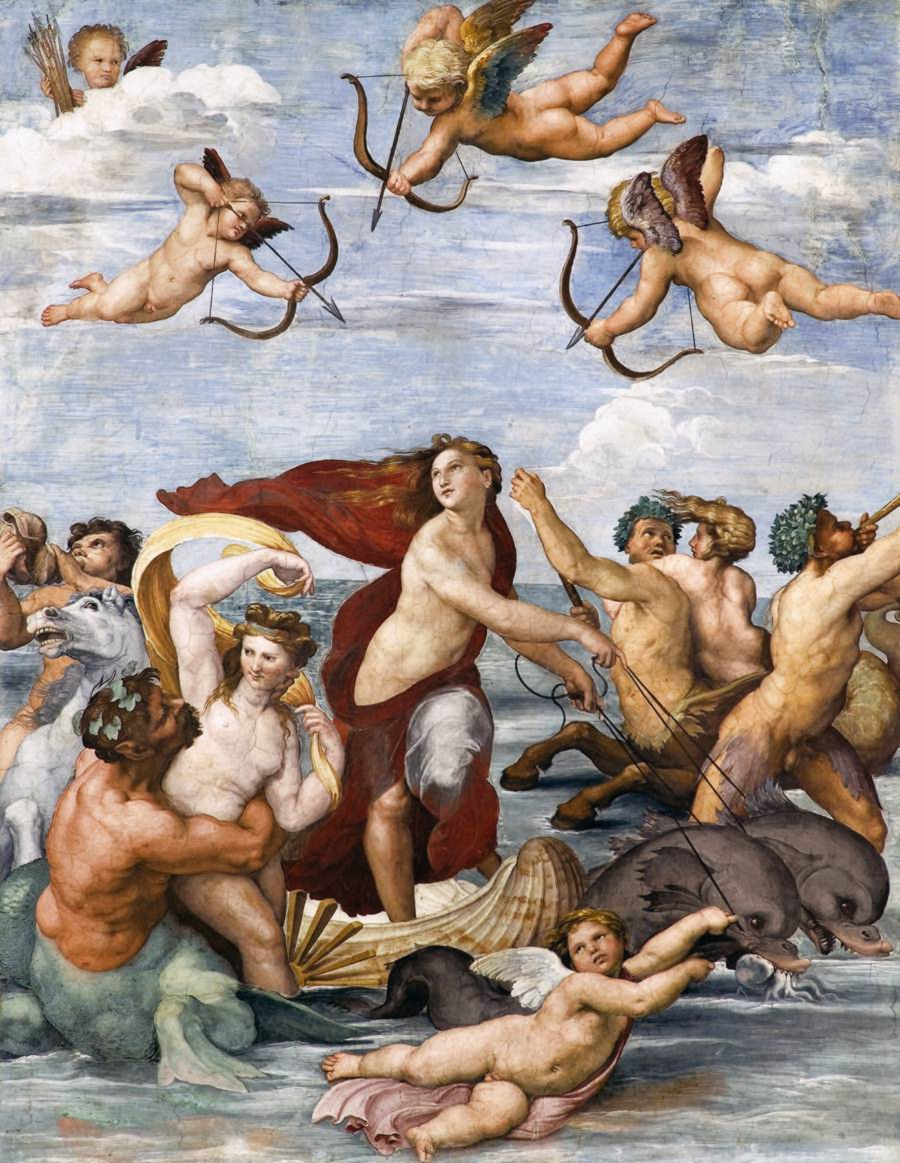
ラファエロ『ガラテイアの勝利』 (1512年ごろ)、ヴィッラ・ファルネジーナ、 ローマ

この絵画に描かれている主題については諸説があり、研究者の間で一致を見ていない。所蔵先のフィラデルフィア美術館は『ヴィーナスの誕生』という題名をつけているが、ヴィーナスはまったく描かれていない可能性もあり、女性像はラファエロの作品のようにガラテイアであるのかもしれない。ガラテイアは海のニンフで、しばしばイルカに引かれた貝殻の戦車に乗る姿で表される。
本作は海神ネプトゥヌスの婚礼の行進を表しているという見方もあり、そうであれば女性はネプトゥヌスの結婚相手であるアンフィトリテということになる。この解釈では、左にいるのが自身のアトリビュート (人物を特定する事物) の三叉の矛を持つネプトゥヌス (堂々とした体格で、髭を持つ初老の男性として描かれることが多い) で、彼は4頭の猛々しい馬車の上に立って、彼の求婚から逃げたアンフィトリテの乗り物に追いついたところである。ガイウス・ユリウス・ヒュギーヌスによれば、アンフィトリテは海の果てのアトランティスにいたが、イルカに見つけられて未来の配偶者ネプトゥヌスのもとに連れてこられたのだという。2人はホラ貝を吹きならすトリトン (海神) とネレイデス (海のニンフ) に取り囲まれている。なお、この絵画は、ネプトゥヌスとアンフィトリテの家族が海原を駆け回る姿を描いているとの見方もある。
風をはらんだヴェールが中央の女性像の頭上に荘厳なアーチを広げているが、これは古代から海の神々を描く際によく用いられたモティーフである。巨大な黒雲が中央の人物群の上に覆いかぶさって、空を舞うプットたちを引き立たせている。このプットたちのある者は花をまき散らし、ほかの者は恋の矢を射ており、松明を掲げている者もいる。この松明をかかげるプットは婚礼の祝いにつきものであり、本作がネプトゥヌスとアンフィトリテの婚礼を表しているという解釈に根拠を与えている。
ラファエロの『ガラテイアの勝利』はおそらくプッサンに本作の最初の着想を与えたと思われるが、プッサンの古代芸術への研究と関心も大きな貢献をしている。彼はカルターリの『神々の像』から海の女神と側近の者たちの住む空想の王国について知っただけでなく、彼の庇護者であったヴィンチェンツォ・ジュスティニアーニ公の宮殿で『トリトンと海の妖精たち』という古代のレリーフを見たことがあったのである。このレリーフから、プッサンはラファエロ同様、本作の前景に子供のプットを配置した。プッサンは、ラファエロと、古代から取り入れた様式を結合させ、自身の古典主義芸術を創造したのである。